# Hydra paranensis
Hydra paranensis is een hydroïdpoliep uit de familie Hydridae. De poliep komt uit het geslacht Hydra. Hydra paranensis werd in 1935 voor het eerst wetenschappelijk beschreven door Cernosvitov. 